# Lineus gilviceps
Lineus gilviceps är en djurart som tillhör fylumet slemmaskar, och som beskrevs av Scott D. Sundberg och Gibson 1995. Lineus gilviceps ingår i släktet Lineus och familjen Lineidae. Inga underarter finns listade i Catalogue of Life.